# ネオン・バニー
ネオン・バニー（Neon Bunny）は、韓国のシンガーソングライター。Doggyrichの一員。

## 経歴
2011年、アルバム『Seoulight』でデビュー。翌年、EP『Happy Ending』を発表する。2013年に彼女が客演したSmells「Listen to Your Heart」は、雑誌『Vice』の「20 Best K-Pop Songs of 2013」第16位に挙げられた。
2014年6月13日、MTV Iggyの「Artist of the Week」に選ばれる。同年に発表した「It's You」は、ピッチフォーク・メディアにて「20 Essential K-Pop Songs」の一曲に挙げられた。

## ディスコグラフィー

### アルバム
- Seoulight（2011年）
- Stay Gold（2016年）

### EP
- Happy Ending（2012年）

### シングル
- It's You（2014年）
- Romance in Seoul（2015年）
- Forest of Skyscrapers（2016年）
- Now（2017年）
- Tell Me（2018年）

### ゲスト参加
- Demicat「Singing Bird」（2013年）
- Smells「Listen to Your Heart」（2013年）
- Spazzkid「Daytime Disco」（2014年）
- Demicat「Light」（2017年）

## 受賞
- 2012年 - 韓国大衆音楽賞 - ベスト・ポップ・アルバム[1]